# Rolf Andreasson
Rolf Allan "Stålmannen" Andreasson, född 17 juli 1922, död 16 juni 1996 i Lindome, var en svensk handbollsspelare som spelade för Redbergslids IK och IK Heim. Han hade också en kort fotbollskarriär i Gais.
Rolf Andreasson är begravd på Västra kyrkogården i Göteborg.

## Handbollskarriär

### Klubblagsspel
Rolf Andreasson spelade för Redbergslids IK (RIK) när han tog sitt första SM-guld 1947. Han gjorde det avgörande 8–7-målet som RIK vann med. Vid nästa titel 1950 hette hans klubb IK Heim, motståndaren i finalen 1947. År 1950 blev Andreasson mållös i Heims segerfinal. Han spelade för RIK till 1948 men bytte sedan klubb till IK Heim. Perioden 1950–1953 är det oklart var han spelade men 1954 tar han sitt tredje SM-guld med RIK. Året efter 1955 åker RIK ut ur allsvenskan och då de återkom fanns inte Andreasson med i laget.

### Landslagsspel
Rolf Andreasson spelade 1946 till 1948 nio landskamper och två pressmatcher för Sveriges landslag, en av dessa vann han och då räknades den som landskamp, det är därför det står 10 (1) i statistiken. Han är Stor Grabb, det krävdes tio landskamper vid denna tid. Han spelade två utomhusmatcher 1947, mot Schweiz och Österrike. Hans övriga landskamper var inomhus. Landslagskarriären blev kort och han vann inga större meriter.

## Fotboll
Andreasson spelade även 13 matcher som fotbollsmålvakt för Gais säsongerna 1942/1943 och 1943/1944.